# Trajano Galvão de Carvalho
Trajano Galvão de Carvalho (Vitória do Mearim, 19 de janeiro de 1830 – São Luís, 14 de julho de 1864.) foi um magistrado, poeta, fazendeiro e intelectual maranhense do século XIX, reconhecido por ter sido um dos primeiros autores da literatura brasileira a abordar a figura do escravizado negro com seriedade e densidade poética, inaugurando uma voz crítica e introspectiva sobre a escravidão em pleno regime escravocrata no Brasil. Patrono da Cadeira 20 da Academia Maranhense de Letras, deixou um legado simbólico e literário singular, tendo vivido apenas 34 anos.

## Origens e Formação
Trajano cresceu em uma família da aristocracia rural, com forte influência do sertão em sua visão crítica e poética. Teve acesso à educação formal, o que o destacou entre os jovens letrados de sua região. Provavelmente estudou em São Luís e depois se formou em Direito em Recife, período em que escreveu parte da obra Sertanejas.
De volta ao Maranhão, atuou como Promotor Público em Itapecuru-Mirim, vivência que o colocou diante das contradições do sistema escravocrata. Sua poesia reflete esse conflito entre o papel institucional e a crítica ética. Nos círculos literários e na imprensa, consolidou-se como uma voz que usou a linguagem para denunciar desigualdades e afirmar a identidade negra.

## Estilo e estética poética
Trajano Galvão escreve com um estilo que dialoga com o romantismo brasileiro, especialmente nos temas épicos e nacionalistas, mas vai além ao trazer um olhar mais próximo do realismo social e político. Sua poesia se afasta das idealizações do indígena e do sertanejo, tão comuns na lírica romântica, e apresenta um sujeito poético negro que fala em primeira pessoa, com legitimidade, consciência e dor.

As imagens da natureza, como matas, rios e animais selvagens, constroem um cenário simbólico de liberdade, contrastando com o cativeiro imposto pela sociedade. A selva, em vez de representar o isolamento, surge como espaço de renascimento e reconstrução da identidade negra. No poema “O Calhambola”, por exemplo, a figura da onça expressa essa força resistente que não se deixa domar, no contexto da obra: 
“Eu bramia, qual onça enraivada
Que esbraveja, que brame acuada”.

## Obra e pensamento literário

### Três Lyras (1862)
A obra mais importante publicada em vida foi Três Lyras, lançada em 1862, em coautoria com Antônio Marques Rodrigues e Gentil Homem de Almeida Braga. Nessa coletânea, constam 15 poemas de autoria de Trajano, dos quais 12 são autorais e 3 são traduções de poetas estrangeiros. A obra marca a primeira publicação de “O Calhambola”, poema emblemático que confere protagonismo narrativo a um sujeito negro escravizado, rompendo com a tradição de representação exótica ou desumanizada dos negros na literatura brasileira da época.

### O Calhambola (poema)
Uma análise do poema O Calhambola, de Trajano Galvão, revela a construção de uma poética voltada à ideia de liberdade, articulada por meio de símbolos naturais e elementos associados à resistência. O texto apresenta múltiplos níveis de leitura, incluindo dimensões históricas, políticas, simbólicas e estéticas.
O eu poético é um ex-escravizado em fuga, que narra sua vivência na mata, o que representa uma ruptura com a tradição da literatura oitocentista, em que o negro era frequentemente retratado como objeto do discurso. Ao se colocar como narrador de sua própria experiência, esse sujeito poético reivindica a palavra e a autonomia narrativa. A natureza, presente por meio de imagens como a onça e a selva, não aparece como exílio, mas como espaço de refúgio e reconstrução identitária.
A obra, nesse contexto, estabelece uma crítica indireta às representações idealizadas do negro na literatura romântica, propondo uma virada na perspectiva com a qual se abordavam as questões raciais no Brasil do século XIX.

A primeira estrofe estabelece o cenário de liberdade e tensão:
“Aqui, só, no silêncio das selvas
Quem me pode o descanso vedar?”
O “aqui” invoca um espaço separado do mundo colonial. A selva não é território de barbárie, como na visão europeia, mas espaço de reconexão com a dignidade ancestral, onde a vida pulsa segundo outras leis. É significativo que a onça, que é um animal temido, seja confrontada diretamente: 
“Ante a onça, que afoita anda a corso, 

Mais afoito meus passos não torço”. 
O confronto não é apenas com a fera: é com o medo. A fome e a sede, marcadores do desespero do fugitivo, são aliviadas pela generosidade da terra:
“Tenho fome? A palmeira se verga,
Seus coquilhos alastram o chão”
A imagem da palmeira, tão típica do babaçu maranhense, é aqui símbolo de fartura e acolhimento. O autor evidencia que ele não é hóspede na mata, ele é a própria natureza em fuga da escravidão. Mas é na virada para o tom de denúncia que a força política do poema se revela:
“Nasci livre, fizeram-me escravo,
Fui escravo, mas livre me fiz.”
A cadência do verso carrega a contradição central da escravidão brasileira: o roubo da liberdade como ato social e a reconquista dessa liberdade como ato pessoal e radical. 

#### "A Crioula"
Diferentemente de "O Calhambola", este poema utiliza uma voz poética feminina. A personagem central é uma mulher negra, escravizada, que se vê confrontada com a violência e a solidão, mas mantém-se altiva. A construção da negritude feminina é uma inovação para a época.

O poema A Crioula apresenta uma voz lírica feminina que oscila entre a condição de cativa e a afirmação de si. A composição adota um tom ambíguo, em que a aparente aceitação do cativeiro é atravessada por gestos de orgulho e afirmação pessoal. Já na primeira estrofe, essa tensão se manifesta, marcando a presença de uma subjetividade que, mesmo limitada, encontra formas de se expressar.
Sou cativa... que importa?
Folgando hei de o vil cativeiro levar!...
A repetição de estruturas afirmativas e a musicalidade dos versos reforçam a atitude altiva da narradora, que se recusa a ser reduzida à condição subalterna. Há um jogo constante entre submissão e poder simbólico, como se vê quando ela desafia, com vaidade, o domínio do feitor:
Faceirando, dizer — não vou lá! —
A tensão sexual e o erotismo ficam acima do poema, especialmente nas passagens em que o feitor é descrito como alguém simultaneamente ameaçador e seduzido. O espaço da roça é palco tanto de trabalho quanto de provocação:
Sou da roça; mas, sou tarefeira... Roça nova ou feraz capoeira.
Há uma nítida exaltação da sensualidade negra, frequentemente silenciada ou objetificada na literatura do século XIX. No plano religioso, o poema também lança uma crítica velada à hipocrisia clerical. A cena de confissão envolve uma tensão entre o desejo e a moral:
Senhor padre, o feitor me inquieta;
É pecado...?
Não, filha, antes peta...
Aqui, o padre, representante do sagrado, é inserido na mesma lógica de desejo e poder que rege a relação com o feitor. 
E o feitor lá me chama — ó crioula
E eu respondo-lhe branda “já vou!”
O poema explora com profundidade os conflitos de identidade, desejo, poder e raça. Sua riqueza está tanto na expressividade lírica quanto na crítica implícita às estruturas patriarcais e escravocratas do Brasil oitocentista.

#### "Nuranjan"
“Nuranjan, em que scismas tão triste?.. .
(…)
Amo a Lua saudosa, que vaga
Na campina azulada dos céos,
Porque a Lua co’ os raios me afaga
E levanta minh’alma até Deus!” 
Elegia feminil em quadras irregulares apresenta um diálogo poético entre um coro e a voz de uma mulher escravizada. Enquanto o coro pergunta, ela responde, criando um movimento interno de reflexão sobre a dor e a possibilidade de transcendência. A lua, nesse cenário, aparece como um espelho da cativa, ambas estão fora de lugar, ambas brilham mesmo em meio ao exílio.
À medida que a fala da personagem se volta para o “roçado queimado” e denuncia o lucro obtido com a destruição da terra, o poema se afasta do tom puramente emocional e se aproxima de uma crítica mais ampla. A poesia, nesse caso, une sentimento e consciência social de forma sutil, mas poderosa.

#### "Solau" (drama em três cantos)
Jovino: “Faceira, esquiva e donzella…
Ninguém me peça por ella.”
Feitor: “Manda vir cordas e banco;
Seja o castigo exemplar…”
Antônio: “Amarrar-me?… isso é mais fino.
Bala aqui também ha;
Vós estáes a descoberto,
E eu atrás d’um jatobá.”
Organizado como peça dialogada, Solau dramatiza a cadeia racista: desejo (Jovino), comercialização (Feitor) e insurreição (Antônio).  A floresta noturna realiza a catarse: senhor e escravo trocam de posições num duelo verbal que lembra a tragédia romântica; a pistola do branco perde autoridade diante da pontaria “bodoque” do negro.
"O Nariz Palaciano"
“Festivaes repicam os sinos,
Troa no Forte o canhão;
(…)
Não há mais forte alavanca
Do que um vermelho nariz.”
“Feliz três e quatro vezes
Quem rubro nariz sortio!” 
A sátira desfere contra o “entrudo” político que recebe presidentes-pachás. Escrita em quadras de redondilha, recheadas de trocadilhos zoológicos (“mil elephantinas trombas”), a peça parodia a pompa provincial e expõe o carreirismo dos funcionários que “conduzem o rubro nariz” como capital simbólico. A enxurrada de aliterações ( repetição sons criando efeito sonoro rítmico) e rimas internas dramatiza a situação sem perder a musicalidade popular.
"Olinda"
“Accorda, Olinda, levanta-te
(…)
É o Brasil que toma parte
No banquete das Nações!”
“Com balas e tacapes,
Espadas, flechas rápidas,
Juncado o Guararapes
De Batavos ficou!” 
Dividida em seções, a ode combina retrospecto histórico (Guararapes) e programa modernizador (indústria, comércio).
No Roçado
“Raios de fogo dardejava a prumo
O rei da luz; do tijupar ao longe
Com a briza a pindoba ciciava;
(…)
O sabiá plumoso, a azul pipira,
O rubro tatayrá — orpheo da matta —
Mudeciam dos galhos entre as folhas.”
Neste quadro parnasiano, Trajano Galvão emprega alexandrinos brancos para catalogar fauna e flora como se pintasse um diorama naturalista. A enumeração (“sururina”, “siricóra”, “pecuapá”) é barroca. O esgotamento físico do escravo suspende até os machados. A paisagem não é idílio; ela pesa sobre o corpo, prolongando o tema do trabalho forçado.

## Sertanejas (1898)
Postumamente, seus textos foram reunidos por amigos e familiares na coletânea Sertanejas, publicada em 1898. Esse volume apresenta 21 poemas autorais e 6 traduções. Muitos desses textos foram compostos durante sua estadia em Olinda (1849–1854), período marcado por grande produtividade. Os poemas seguem temas típicos do romantismo, como a natureza, a vida rural e o amor idealizado, mas também exploram vertentes críticas e sociais, sobretudo nos chamados "etnopoemas", que retratam o negro escravizado com lirismo e humanidade, antecipando a literatura abolicionista.

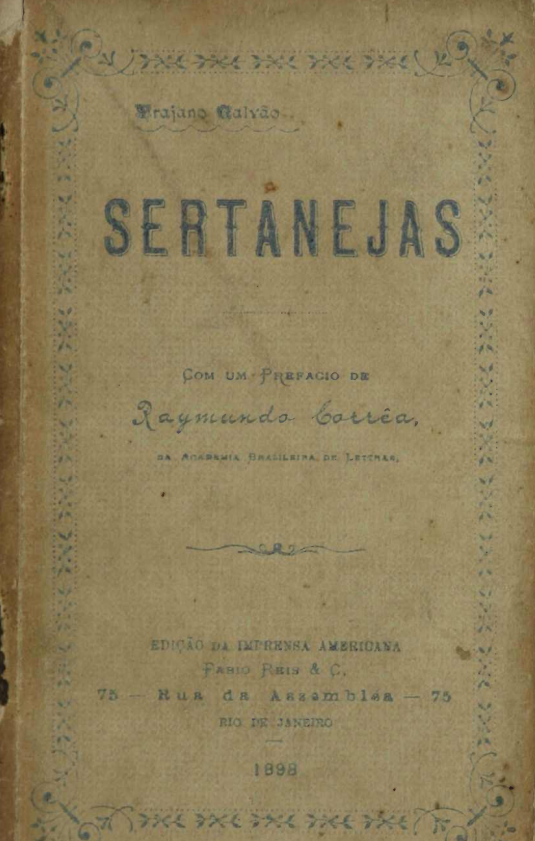

Entre os poemas de destaque dessa fase estão:
- Sultão e os eunuchos
- O Nariz Palaciano (1856) – sátira social mordaz
- O Calhambola – narrativa épica de um negro fugitivo da escravidão[5]

#### Contextualização histórica e editorial
Publicadas 34 anos após a morte do autor. A intervenção editorial foi mínima: os organizadores conservaram ortografia, pontuação e divisões de poemas, acrescentando apenas títulos explicativos e notas de rodapé esparsas. Esse respeito ao “texto-fonte” confere às Sertanejas valor documental, ainda que obrigue o leitor contemporâneo a conviver com grafias arcaizantes.

#### Recepção crítica
Os poucos juízos contemporâneos situam-se em jornais maranhenses dos anos 1850-60 (hoje de difícil acesso). Após 1898 receberam destaque:
- Antônio Henriques Leal – define, pelos idiotismos sertanejos e pela pintura social acutilante, “A Crioula” como “uma das mais lindas e graciosas páginas de poesia lírica genuinamente brasileira”
- Joaquim Serra – identifica nas sátiras de Galvão “o nascimento do folhetim político em versos no Maranhão”.
- Crítica moderna – Estudos de José Neres (2008) e Maria Adriana Maranhão (2019) ressaltam a consciência abolicionista precoce da coleção, mas apontam o conflito entre empatia humanitária e exotização do cativo, típico da ambiguidade romântica.[5]

## Legado
Trajano Galvão de Carvalho faleceu prematuramente em 1864, com apenas 34 anos de idade. Apesar da brevidade de sua existência, sua obra tornou-se referência para a compreensão da sensibilidade negra na literatura brasileira oitocentista. O historiador maranhense Mário Martins Meireles chega a afirmar que Trajano "foi o precursor da poesia social do escravo africano, que daria os seus mais brilhantes loiros à coroa refulgente de Castro Alves"
Em reconhecimento à sua contribuição intelectual, Trajano Galvão foi declarado patrono da Cadeira nº 20 da Academia Maranhense de Letras.
Sua obra, por muito tempo esquecida, vem sendo redescoberta por pesquisadores, especialmente no contexto dos estudos de literatura negra, quilombola e maranhense. 